# Rebelião Woyane
A rebelião Woyane (em tigrínia: ቀዳማይ ወያነ; romaniz.: Primeiro Woyane) foi uma revolta na província de Tigray, Etiópia, contra o processo de centralização do governo do imperador Haile Selassie, que ocorreu em maio-novembro de 1943.  Os rebeldes se autodenominavam Woyane, um nome emprestado de um jogo praticado localmente entre grupos concorrentes de jovens de diferentes aldeias, que conotava um espírito de resistência e unidade. Depois de quase conseguir dominar toda a província, os rebeldes foram derrotados com o apoio de aeronaves da Força Aérea Real do Reino Unido.  De todas as rebeliões que engolfaram a Etiópia durante o governo de Haile Selassie, esta foi a ameaça interna mais séria que ele enfrentou. 